# Tony Rice
David Anthony Rice, noto come Tony Rice (Danville, 8 giugno 1951 – Reidsville, 25 dicembre 2020), è stato un chitarrista e musicista statunitense.

## Biografia
Nato in Virginia, è cresciuto a Los Angeles, ma ha vissuto in Kentucky dal 1970. Nei primi anni '70 fece parte di un gruppo chiamato New South insieme a Ricky Scaggs e Jerry Douglas. Con questa band registra un album considerato una pietra miliare del genere bluegrass, ossia J.D. Crow & the New South nel 1974. Successivamente lavora nel "Quintet" di David Grisman, registrando, tra gli altri, Acoustic (1979). Diede vita, assieme anche a Mike Marshall, Richard Greene e Sam Bush, alla Bluegrass Album Band.
Negli anni '80 e '90 la sua attività è meno prolifica dal punto di vista del successo. Tuttavia continua la sua carriera nel mondo del folk e del bluegrass, cimentandosi comunque anche nel jazz in una formula definita "spacegrass". Vince numerosi IBMA Awards, i premi della musica bluegrass. È presente nella International Bluegrass Music Hall of Fame. Nel corso della sua carriera ha collaborato, oltre che con gli artisti già citati, anche con Béla Fleck, Mary Chapin Carpenter, Darol Anger, i suoi fratelli Larry, Wyatt e Ron (sotto il nome The Rice Brothers), Herb Pedersen, Chris Hillman, Norman Blake, Peter Rowan, Emmylou Harris, Jon Sholle, Bill Keith, Dan Tyminski, Bryan Sutton, Donna Hughes, Sierra Hull, Jerry Garcia e Ricky Skaggs.

## Discografia
Solista
- Guitar (1973)
- California Autumn (1975)
- Tony Rice (1977)
- Church Street Blues (1983)
- Cold on the Shoulder (1984)
- Me & My Guitar (1986)
- Native American (1992)
- Tony Rice Plays and Sings Bluegrass (1993)
- Crossings (1994)
- Tony Rice Sings Gordon Lightfoot (1996)
- 58957: The Bluegrass Guitar Collection (2003)
- Night Flyer: The Singer Songwriter Collection (2008)

Come Tony Rice Unit
- Acoustics (1978)
- Manzanita (1979)
- Mar West (1980)
- Still Inside (1981)
- Backwaters (1982)
- Devlin (1987)
- Unit of Measure (2000)

Con il David Grisman Quintet
- The David Grisman Quintet (1977)
- Hot Dawg (1979)
- Mondo Mando (1981)
- DGQ-20 (1986)

Con la Bluegrass Album Band
- The Bluegrass Album (1981)
- Bluegrass Album, Vol. 2 (1982)
- Bluegrass Album, Vol. 3 - California Connection (1983)
- Bluegrass Album, Vol. 4 (1984)
- Bluegrass Album, Vol. 5 - Sweet Sunny South (1989)
- Bluegrass Album, Vol. 6 - Bluegrass Instrumentals (1996)